# 2018年太平洋颶風季
2018年太平洋颶風季是每年一度全球熱帶氣旋產生週期的一部分。東太平洋颶風季從2018年5月15日開始；而中太平洋颶風季從2018年6月開始。本條目的範圍僅侷限於赤道以北及國際換日線以東的太平洋，於赤道以北及國際換日線以西的太平洋水域產生的風暴則被稱為颱風，並被列入2018年太平洋颱風季。在東、中太平洋產生的熱帶風暴分別是由美國國家颶風中心（英語：NHC）及中太平洋颶風中心（英語：CPHC）命名，國際編號分別為xxE或xxC。
2018年太平洋颶風季是1992年後最活躍的太平洋飓风季，一共形成了23場獲得命名的風暴，其中22場是在東太平洋（西经140°以東的太平洋）形成，屬美国国家飓风中心預警責任範圍，1場是在中太平洋（國際日期變更線到西經140°之間的太平洋）形成，屬中太平洋颶風中心責任範圍。全部23場命名風暴中有13場達到颶風強度，10場成為大型颶風。颶風季於2018年5月11日從東太平洋、9月30日從中太平洋正式開始。
2018年太平洋颶風季第一個氣旋是生成於2018年5月10日的熱帶低氣壓01E。以下各熱帶氣旋資訊以熱帶氣旋存在期間的最強形態為準。

## 已被國際命名的熱帶氣旋

### 颶風阿萊塔（Aletta）
6月4日，一個熱帶擾動形成。美國海軍研究實驗室給予擾動編號91E。
6月6日上午，國家颶風中心將其升格為熱帶性低氣壓，給予編號02E。下午，國家颶風中心將其升格為熱帶風暴，命名為阿萊塔（Aletta）。
6月8日凌晨，國家颶風中心將其升格為一級颶風。上午，國家颶風中心將其升格為二級颶風。下午，國家颶風中心將其升格為三級颶風。晚間，國家颶風中心將其升格為四級颶風。
6月9日上午，國家颶風中心將其降格為三級颶風。晚間，國家颶風中心將其降格為二級颶風。
6月10日凌晨，國家颶風中心將其降格為一級颶風。上午，國家颶風中心將其降格為熱帶風暴。
6月11日晚間，國家颶風中心將其降格為熱帶性低氣壓。

### 颶風巴德（Bud）
6月8日，一個熱帶擾動形成。美國海軍研究實驗室給予擾動編號92E。
6月10日凌晨，國家颶風中心將其升格為熱帶性低氣壓，給予編號03E。上午，國家颶風中心將其升格為熱帶風暴，命名為巴德（Bud）。
6月11日凌晨，國家颶風中心將其升格為一級颶風。下午，國家颶風中心將其升格為二級颶風。晚間，國家颶風中心將其升格為三級颶風。
6月12日下午，國家颶風中心將其升格為四級颶風。晚間，國家颶風中心將其降格為三級颶風。
6月13日上午，國家颶風中心將其降格為二級颶風。下午，國家颶風中心將其降格為一級颶風。晚間，國家颶風中心將其降格為熱帶風暴。
6月15日晚間，國家颶風中心將其降格為熱帶性低氣壓。

### 熱帶風暴卡洛塔
6月13日晚間，一個熱帶擾動形成。美國海軍研究實驗室給予擾動編號93E。
6月15日凌晨，國家颶風中心將其升格為熱帶性低氣壓，給予編號04E。
6月16日上午，國家颶風中心將其升格為熱帶風暴，命名為卡洛塔（Carlotta）。
6月18日凌晨，國家颶風中心將其降格為熱帶性低氣壓。

### 熱帶風暴丹尼爾（Daniel）
6月22日，一個熱帶擾動形成。美國海軍研究實驗室給予擾動編號95E。
6月24日上午，國家颶風中心將其升格為熱帶性低氣壓，給予編號05E。晚間，國家颶風中心將其升格為熱帶風暴，命名為丹尼爾（Daniel）。
6月26日凌晨，國家颶風中心將其降格為熱帶性低氣壓。

### 熱帶風暴艾米利亞（Emilia）
6月25日，一個熱帶擾動形成。美國海軍研究實驗室給予擾動編號96E。
6月28日凌晨，國家颶風中心將其升格為熱帶性低氣壓，給予編號06E。下午，國家颶風中心將其升格為熱帶風暴，命名為艾米利亞（Emilia）。
6月30日晚間，國家颶風中心將其降格為熱帶性低氣壓。

### 颶風法比奧（Fabio）
6月28日，一個熱帶擾動形成。美國海軍研究實驗室給予擾動編號97E。
7月1日凌晨，國家颶風中心將其升格為熱帶性低氣壓，給予編號07E。下午，國家颶風中心將其升格為熱帶風暴，命名為法比奧（Fabio）。
7月2日晚間，國家颶風中心將其升格為一級颶風。
7月4日凌晨，國家颶風中心將其升格為二級颶風。
7月5日凌晨，國家颶風中心將其降格為一級颶風。下午，國家颶風中心將其降格為熱帶風暴。
7月6日晚間，國家颶風中心將其降格為熱帶性低氣壓。

### 熱帶風暴吉爾瑪（Gilma）
7月26日，一個熱帶擾動形成。美國海軍研究實驗室給予擾動編號91E。
7月27日凌晨，國家颶風中心將其升格為熱帶性低氣壓，給予編號08E。下午，國家颶風中心將其升格為熱帶風暴，命名為吉爾瑪（Gilma）。
7月28日凌晨，國家颶風中心將其降格為熱帶性低氣壓。

### 颶風赫克托（Hector）
7月28日，一個熱帶擾動形成。美國海軍研究實驗室給予擾動編號93E。
8月1日凌晨，國家颶風中心將其升格為熱帶性低氣壓，給予編號10E。上午，國家颶風中心將其升格為熱帶風暴，命名為赫克托（Hector）。
8月2日晚間，國家颶風中心將其升格為一級颶風。
8月3日凌晨，國家颶風中心將其升格為二級颶風。晚間，國家颶風中心將其降格為一級颶風。
8月4日凌晨，國家颶風中心再度將其升格為二級颶風。上午，國家颶風中心將其升格為三級颶風。
8月5日下午，國家颶風中心將其升格為四級颶風。晚間，國家颶風中心將其降格為三級颶風。
8月6日凌晨，國家颶風中心再度將其升格為四級颶風。同時，國家颶風中心認為赫克托已進入中北太平洋，交由中太平洋颶風中心對此颶風發報。
8月8日晚間，中太平洋颶風中心再度將其降格為三級颶風。
8月10日下午，中太平洋颶風中心第三度將其升格為四級颶風。
8月11日下午，中太平洋颶風中心第三度將其降格為三級颶風。
8月12日凌晨，中太平洋颶風中心將其降格為二級颶風。晚間，中太平洋颶風中心再度將其降格為一級颶風。
8月13日上午，中太平洋颶風中心將其降格為熱帶風暴。晚間，赫克托（Hector）跨越國際換日線。中太平洋颶風中心對其發出最後一報，並由日本氣象廳接續發報。

### 熱帶風暴伊萊亞娜（Ileana）
8月4日晚間，一個熱帶擾動形成。美國海軍研究實驗室給予擾動編號96E。
8月5日上午，國家颶風中心將其升格為熱帶性低氣壓，給予編號11E。
8月6日凌晨，國家颶風中心將其升格為熱帶風暴，命名為伊萊亞娜（Ileana）。
8月7日晚間，國家颶風中心認為其已經併入颶風約翰的環流。

### 颶風約翰（John）
8月4日下午，一個熱帶擾動形成。美國海軍研究實驗室給予擾動編號95E。
8月6日凌晨，國家颶風中心將其升格為熱帶性低氣壓，給予編號12E。上午，國家颶風中心將其升格為熱帶風暴，命名為約翰（John）。
8月7日凌晨，國家颶風中心將其升格為一級颶風。晚間，國家颶風中心將其升格為二級颶風。同時，其吞併熱帶風暴伊萊亞娜。
8月8日晚間，國家颶風中心將其降格為一級颶風。
8月9日下午，國家颶風中心將其降格為熱帶風暴。
8月10日，國家颶風中心將其降格為熱帶低氣壓。

### 熱帶風暴克里斯蒂（Kristy）
8月4日凌晨，一個熱帶擾動形成。美國海軍研究實驗室給予擾動編號94E。
8月7日上午，國家颶風中心將其升格為熱帶性低氣壓，給予編號13E。下午，國家颶風中心將其升格為熱帶風暴，命名為克里斯蒂（Kristy）。
8月12日，國家颶風中心將其降格為熱帶低氣壓。

### 颶風雷恩（Lane）
8月11日，一個熱帶擾動形成。美國海軍研究實驗室給予擾動編號97E。
8月15日上午，國家颶風中心將其升格為熱帶性低氣壓，給予編號14E。晚間，國家颶風中心將其升格為熱帶風暴，命名為雷恩（Lane）。
8月17日上午，國家颶風中心將其升格為一級颶風。
8月18日凌晨，國家颶風中心將其升格為二級颶風。上午，國家颶風中心將其升格為三級颶風。下午，國家颶風中心將其升格為四級颶風。
8月19日上午，國家颶風中心認為雷恩已進入中北太平洋，交由中太平洋颶風中心對此颶風發報。下午，中太平洋颶風中心將其降格為三級颶風。
8月21日凌晨，中太平洋颶風中心再度將其升格為四級颶風。
8月22日上午，中太平洋颶風中心將其升格為五級颶風。晚間，中太平洋颶風中心將其降格為四級颶風。
8月24日上午，中太平洋颶風中心再度將其降格為三級颶風。
8月25日凌晨，中太平洋颶風中心將其降格為二級颶風。上午，中太平洋颶風中心將其降格為熱帶風暴。
8月26日晚間，中太平洋颶風中心將其降格為熱帶性低氣壓。
8月27日晚間，中太平洋颶風中心再度將其升格為熱帶風暴。
8月28日上午，中太平洋颶風中心再度將其降格為熱帶性低氣壓。

### 颶風米里亞姆（Miriam）
8月26日凌晨，一個熱帶擾動形成。美國海軍研究實驗室給予擾動編號99E。下午，國家颶風中心將其升格為熱帶性低氣壓，給予編號15E。晚間，國家颶風中心將其升格為熱帶風暴，命名為米里亞姆（Miriam）。
8月30日凌晨，國家颶風中心將其升格為一級颶風。上午，國家颶風中心認為米里亞姆已進入中北太平洋，交由中太平洋颶風中心對此颶風發報。
9月1日凌晨，中太平洋颶風中心將其升格為二級颶風。下午，中太平洋颶風中心將其降格為一級颶風。
9月2日凌晨，中太平洋颶風中心將其降格為熱帶風暴。晚間，中太平洋颶風中心將其降格為熱帶性低氣壓。

### 颶風諾曼（Norman）
8月26日，一個熱帶擾動形成。美國海軍研究實驗室給予擾動編號90E。
8月28日晚間，國家颶風中心將其升格為熱帶性低氣壓，給予編號16E。
8月29日上午，國家颶風中心將其升格為熱帶風暴，命名為諾曼（Norman）。
8月30日凌晨，國家颶風中心將其升格為一級颶風。下午，國家颶風中心將其升格為三級颶風。晚間，國家颶風中心將其升格為四級颶風。
9月1日凌晨，國家颶風中心將其降格為三級颶風。下午，國家颶風中心將其降格為二級颶風。
9月2日晚間，國家颶風中心再度將其升格為四級颶風。
9月3日下午，國家颶風中心再度將其降格為三級颶風。
9月4日上午，國家颶風中心再度將其降格為二級颶風。下午，國家颶風中心將其降格為一級颶風。同時，國家颶風中心認為諾曼已進入中北太平洋，交由中太平洋颶風中心對此颶風發報。
9月5日晚間，中太平洋颶風中心再度將其升格為三級颶風。
9月7日上午，中太平洋颶風中心第三度將其降格為二級颶風。下午，中太平洋颶風中心再度將其降格為一級颶風。
9月8日上午，中太平洋颶風中心將其降格為熱帶風暴。
9月9日凌晨，中太平洋颶風中心認為其已經轉化為溫帶氣旋。

### 颶風奧利維亞
8月31日，一個熱帶擾動形成。美國海軍研究實驗室給予擾動編號91E。
9月1日上午，國家颶風中心將其升格為熱帶性低氣壓，給予編號17E。
9月2日下午，國家颶風中心將其升格為熱帶風暴，命名為奧利維亞（Olivia）。
9月4日上午，國家颶風中心將其升格為一級颶風。晚間，國家颶風中心將其升格為二級颶風。
9月5日凌晨，國家颶風中心將其升格為三級颶風。晚間，國家颶風中心將其降格為二級颶風。
9月6日晚間，國家颶風中心再度將其升格為三級颶風。
9月7日上午，國家颶風中心將其升格為四級颶風。下午，國家颶風中心將其降格為三級颶風。
9月8日上午，國家颶風中心將其降格為二級颶風。下午，國家颶風中心將其降格為一級颶風。
9月9日上午，國家颶風中心認為奧利維亞已進入中北太平洋，交由中太平洋颶風中心對此颶風發報。
9月11日上午，中太平洋颶風中心將其降格為熱帶風暴。
9月13日下午，中太平洋颶風中心將其降格為熱帶性低氣壓。
9月21日，奧利維亞的殘餘雲帶橫越國際日期變更線進入西北太平洋，因此改由日本氣象廳發報。

### 熱帶風暴保羅（Paul）
9月5日，一個熱帶擾動形成。美國海軍研究實驗室給予擾動編號92E。
9月8日晚間，國家颶風中心將其升格為熱帶性低氣壓，給予編號18E。
9月9日下午，國家颶風中心將其升格為熱帶風暴，命名為保羅（Paul）。
9月11日下午，國家颶風中心將其降格為熱帶低氣壓。

### 颶風羅莎（Rosa）
9月24日上午，一個熱帶擾動形成。美國海軍研究實驗室給予擾動編號95E。
9月25日下午，國家颶風中心將其升格為熱帶性低氣壓，給予編號20E。晚間，國家颶風中心將其升格為熱帶風暴，命名為羅莎（Rosa）。
9月26日晚間，國家颶風中心將其升格為一級颶風。
9月27日晚間，國家颶風中心將其升格為二級颶風。
9月28日凌晨，國家颶風中心將其升格為三級颶風。上午，國家颶風中心將其升格為四級颶風。
9月29日凌晨，國家颶風中心將其降格為三級颶風。上午，國家颶風中心將其降格為二級颶風。
9月30日下午，國家颶風中心將其降格為一級颶風。
10月1日上午，國家颶風中心將其降格為熱帶風暴。
10月2日下午，國家颶風中心將其降格為熱帶性低氣壓。

### 颶風塞爾吉奧
9月28日，一個熱帶擾動形成。美國海軍研究實驗室給予擾動編號96E。
9月29日晚間，國家颶風中心直接將其升格為熱帶風暴，給予編號21E，命名為塞爾吉奧 (Sergio)。
10月2日上午，國家颶風中心將其升格為一級颶風。
10月2日晚間，國家颶風中心將其升格為二級颶風。
10月3日凌晨，國家颶風中心將其升格為三級颶風。
10月4日上午，國家颶風中心將其升格為四級颶風。
10月5日上午，國家颶風中心將其降格為三級颶風。
10月7日晚間，國家颶風中心將其降格為二級颶風。
10月8日上午，國家颶風中心將其降格為一級颶風。
10月10日凌晨，國家颶風中心將其降格為熱帶風暴。
10月13日凌晨，國家颶風中心將其降格為熱帶性低氣壓。

### 颶風瓦拉卡（Walaka）
9月27日，一個熱帶擾動形成。美國海軍研究實驗室給予擾動編號97C。
9月30日凌晨，中太平洋颶風中心直接將其升格為熱帶風暴，給予編號01C，命名為瓦拉卡(Walaka)。
10月1日上午，中太平洋颶風中心將其升格為一級颶風。下午，中太平洋颶風中心將其升格為二級颶風。晚間，中太平洋颶風中心將其升格為三級颶風。
10月2日凌晨，中太平洋颶風中心將其升格為四級颶風。上午，中太平洋颶風中心將其升格為五級颶風。10月2日晚間，中太平洋颶風中心將其降格為四級颶風。
10月4日下午，中太平洋颶風中心將其降格為三級颶風。
10月5日凌晨，中太平洋颶風中心將其降格為二級颶風。上午，中太平洋颶風中心將其降格為一級颶風。下午，中太平洋颶風中心將其降格為熱帶風暴。
10月6日晚間，中太平洋颶風中心認為其已經轉化為溫帶氣旋。

### 熱帶風暴塔拉（Tara）
10月13日，一個熱帶擾動形成。美國海軍研究實驗室給予擾動編號98E。
10月14日晚間，國家颶風中心將其升格為熱帶性低氣壓，給予編號22E。
10月15日下午，國家颶風中心將其升格為熱帶風暴，命名為塔拉(Tara)。
10月17日凌晨，國家颶風中心將其降格為熱帶性低氣壓。

### 热带风暴维森特
10月19日上午，一個熱帶擾動形成。美國海軍研究實驗室給予擾動編號90E。晚間，國家颶風中心將其升格為熱帶性低氣壓，給予編號23E。
10月20日凌晨，國家颶風中心將其升格為熱帶風暴，命名為韋森特(Vicente)。
10月23日下午，國家颶風中心將其降格為熱帶性低氣壓。晚間，再將其降格為殘留低氣壓，造成墨西哥部分土石流災情。

### 颶風威拉（Willa）
10月17日，一個熱帶擾動形成。美國海軍研究實驗室給予擾動編號99E。
10月20日下午，國家颶風中心將其升格為熱帶性低氣壓，給予編號24E。晚間，國家颶風中心將其升格為熱帶風暴，命名為威拉（Willa）。
10月21日下午，國家颶風中心將其升格為一級颶風。
10月22日凌晨，國家颶風中心將其升格為二級颶風。上午，國家颶風中心將其升格為四級颶風。晚間，國家颶風中心將其升格為五級颶風。
10月23日上午，國家颶風中心將其降格為四級颶風。晚間，國家颶風中心將其降格為三級颶風。
10月24日上午，威拉登陸墨西哥，為2018年太平洋颶風季中以最高強度登陸墨西哥的颶風，造成當地土石流災情。下午，國家颶風中心將其降格為熱帶性低氣壓。

### 熱帶風暴澤維爾（Xavier）
11月1日，一個熱帶擾動形成。美國海軍研究實驗室給予擾動編號99E。
11月3日凌晨，國家颶風中心將其升格為熱帶性低氣壓，給予編號25E。上午，國家颶風中心將其升格為熱帶風暴，命名為澤維爾（Xavier）。
11月6日上午，國家颶風中心將其降格為熱帶性低氣壓。

## 未被國際命名的熱帶氣旋
除了被國家颶風中心和中太平洋颶風中心命名的熱帶氣旋外，還有一些沒被命名的熱帶低氣壓。以下列出那些熱帶氣旋的資料。

### 熱帶低氣壓01E
5月7日晚間，一個熱帶擾動形成。美國海軍研究實驗室給予擾動編號90E。
5月11日凌晨，國家颶風中心將其升格為熱帶性低氣壓，給予編號01E。
5月12日凌晨，國家颶風中心認為此系統已經減弱消散。

### 熱帶低氣壓09E
7月26日晚間，一個熱帶擾動形成。美國海軍研究實驗室給予擾動編號92E。
7月27日凌晨，國家颶風中心將其升格為熱帶性低氣壓，給予編號09E。
7月28日，國家颶風中心認為此系統已經減弱消散。

### 熱帶低氣壓19E
9月18日，一個熱帶擾動形成。美國海軍研究實驗室給予擾動編號94E。
9月19日晚間，國家颶風中心將其升格為熱帶性低氣壓，給予編號19E。
9月20日下午，國家颶風中心認為此系統已經減弱消散。

## 風暴名稱

### 東太平洋
下面的名字將被用於於2018年在東北太平洋形成而又被命名的風暴。如果有退役名稱的話，將由世界氣象組織在2019年春天宣布。在這個名單中未退役的名字將在2024年的風季中再次使用。黑色體字表示今年已經使用過，黑色粗體名稱則表示該風暴活躍中，未使用之名字則以灰色字體表示，橙色表示下一個將會使用的名稱。 
| - Aletta - Bud - Carlotta - Danie - Emilia - Fabio - Gilma - Hector | - Ileana - John - Kristy - Lane - Miriam - Norman - Olivia - Paul | - Rosa - Sergio - Tara - Vicente - Willa - Xavier - Yolanda（未用） - Zeke（未用） |

### 中太平洋
下列名稱將用於2018年在中太平洋形成的風暴。
| - Walaka | - Akoni（未用） | - Ema（未用） | - Hone（未用） |

## 颶風季影響
以下圖表顯示了2018年太平洋颶風季的所有熱帶氣旋以及它們的登陸資料(如有)。在括號內的死亡人數屬於非直接，但仍與風暴有關的死亡。所有破壞及死亡數字都包括風暴在擾動及溫帶氣旋階段時的資料。
ACE的計算公式：{\displaystyle \sum _{}^{}{\frac {{v_{\mathrm {max} }}^{2}}{10^{4}}},}，單位為{\displaystyle 10^{4}kt^{2}}。
| 萨菲尔-辛普森飓风风力等级 |    |    |    |    |    |    |
| TD                        | TS | C1 | C2 | C3 | C4 | C5 |

| 01E      | 5月10日－5月12日                | 热带低气压 | 35 (55)   | 1006 | 無                                                     | 無    | 無 |       |
| 阿萊塔   | 6月6日－6月11日                 | 四级飓风   | 145 (230) | 943  | 無                                                     | 無    | 無 |       |
| 巴德     | 6月10日－6月15日                | 四级飓风   | 130 (215) | 948  | 墨西哥西部、南下加利福尼亞州、美國西南部               | 未知  | 無 |       |
| 卡洛塔   | 6月14日－6月18日                | 热带风暴   | 65 (100)  | 997  | 墨西哥西南部                                           | 未知  | 無 |       |
| 丹尼爾   | 6月24日－6月26日                | 热带风暴   | 45 (75)   | 1003 | 無                                                     | 無    | 無 |       |
| 艾米利亞 | 6月27日－7月1日                 | 热带风暴   | 60 (95)   | 997  | 無                                                     | 無    | 無 |       |
| 法比奧   | 6月30日－7月6日                 | 二级飓风   | 110 (175) | 964  | 無                                                     | 無    | 無 |       |
| 吉爾瑪   | 7月27日－7月30日                | 热带风暴   | 40 (65)   | 1006 | 無                                                     | 無    | 無 |       |
| 09E      | 7月27日－7月28日                | 热带低气压 | 35 (55)   | 1008 | 無                                                     | 無    | 無 |       |
| 赫克特   | 8月1日－8月13日（離開中太平洋） | 四级飓风   | 155(250)  | 936  | 夏威夷州、強斯頓環礁                                   | 很小  | 無 |       |
| 伊萊亞娜 | 8月5日－8月7日                  | 热带风暴   | 65 (100)  | 998  | 墨西哥西部、南下加利福尼亞州                           | 未知  | 4  |       |
| 約翰     | 8月6日－8月11日                 | 二级飓风   | 105 (165) | 969  | 墨西哥西部、南下加利福尼亞州、南加州                   | 很小  | 3  |       |
| 克里斯蒂 | 8月7日－8月12日                 | 热带风暴   | 70 (110)  | 991  | 無                                                     | 無    | 無 |       |
| 萊恩     | 8月15日－8月28日                | 五级飓风   | 160(260)  | 922  | 夏威夷州                                               | >$2億 | 1  |       |
| 米里亞姆 | 8月26日－9月2日                 | 二级飓风   | 100 (155) | 974  | 無                                                     | 無    | 無 |       |
| 諾曼     | 8月28日－9月9日                 | 四级飓风   | 150 (240) | 937  | 夏威夷州                                               | 很小  | 無 |       |
| 奧利維亞 | 9月1日－9月21日（離開中太平洋） | 四级飓风   | 130 (215) | 948  | 夏威夷州                                               | 未知  | 無 |       |
| 保羅     | 9月8日－9月11日                 | 热带风暴   | 45 (75)   | 1003 | 無                                                     | 無    | 無 |       |
| 19E      | 9月19日－9月20日                | 热带低气压 | 35 (55)   | 1003 | 南下加利福尼亞州、墨西哥西北部                         | 很小  | 3  |       |
| 羅莎     | 9月25日－10月3日                | 四级飓风   | 145 (230) | 940  | 克拉里翁島、南下加利福尼亞州、墨西哥西北部、美國西南部 | 未知  | 15 |       |
| 塞爾吉奧 | 9月29日－10月13日               | 四级飓风   | 140 (220) | 943  | 南下加利福尼亞州、墨西哥西北部、美國西南部、德州       | 很小  | 無 |       |
| 瓦拉卡   | 9月30日－10月6日                | 五级飓风   | 160 (260) | 920  | 強斯頓環礁、西北夏威夷群島、阿拉斯加、不列顛哥倫比亞省 | 很小  | 無 |       |
| 塔拉     | 10月14日－10月17日              | 热带风暴   | 65 (100)  | 995  | 無                                                     | 未知  | 無 |       |
| 韋森特   | 10月19日－10月23日              | 热带风暴   | 50 (85)   | 1002 | 宏都拉斯、薩爾瓦多、瓜地馬拉、墨西哥西南部             | 未知  | 14 | [ 5 ] |
| 威拉     | 10月20日－10月24日              | 五级飓风   | 160(260)  | 925  | 中美洲、墨西哥西南部                                   | 未知  | 無 |       |
| 澤維爾   | 11月3日－11月6日                | 热带风暴   | 60 (95)   | 999  | 無                                                     | 無    | 無 |       |
| 季节总结 |                                 |            |           |      |                                                        |       |    |       |
| 26个气旋 | 5月10日－11月6日                |            | 160 (260) | 920  |                                                        | >$2億 | 40 |       |

## 外部連結
- 美國國家颶風中心（页面存档备份，存于）
- 美國中太平洋颶風中心（页面存档备份，存于）
- 美國海軍實驗室（页面存档备份，存于）
- ACE（页面存档备份，存于）